# Nabelvene

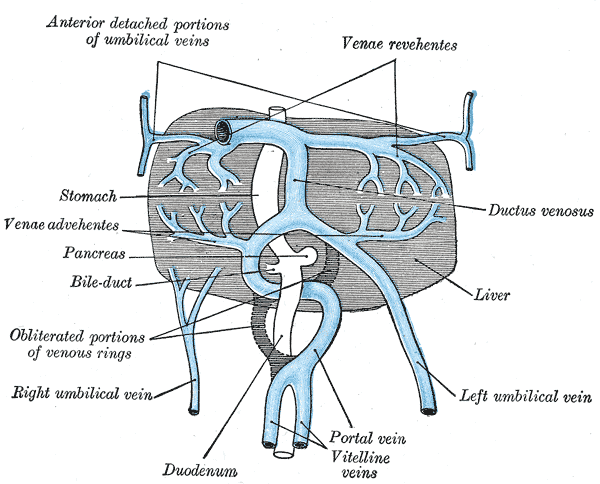
Fetale Venen

Als Nabelvene (Vena umbilicalis) bezeichnet man ein venöses Blutgefäß, welches sauerstoffreiches Blut von der Plazenta über den Nabel zum Fetus führt.
Die Nabelvene ist zunächst paarig angelegt; die rechte Nabelvene bildet sich jedoch früh zurück, sodass die linke (Vena umbilicalis sinistra) die Funktion allein übernimmt. Sie verbindet sich sowohl mit der linken Pfortader als auch über den Ductus venosus (Arantii) mit der Vena cava inferior.
Die Vena umbilicalis sinistra verschließt sich nach der Geburt zu einem soliden Strang, dem Ligamentum teres hepatis („rundes Leberband“). In den ersten Lebenstagen ist die linke Nabelvene aber ein möglicher Weg für aufsteigende Nabelinfektionen mit Bildung von Leberabszessen. Bei portaler Hypertension (erhöhter Druck im Strömungsgebiet der Pfortader) kann sich das verschlossene Gefäß wieder eröffnen und zum Krankheitsbild des Caput medusae führen (krampfaderartig erweiterte Venen um den Nabel herum).